# سرآغاز کار هنری
سرآغاز کار هنری یا منشأ اثر هنری (به آلمانی: Der Ursprung des Kunstwerkes) از آثار مارتین هایدگر است که در سال ۱۹۳۵ منتشر شد. هایدگر پیش‌نویس متن را بین سال‌های ۱۹۳۵ و ۱۹۳۷ تهیه کرد و آن را دو بار در سال‌های ۱۹۵۰ و ۱۹۶۰ برای انتشار فرستاد. هایدگر این اثر خود را بر اساس مجموعه‌ای از سخنرانی‌هایی که قبلاً در زوریخ و فرانکفورت در طول دهه ۱۹۳۰ ایراد کرده بود، ابتدا بر اساس جوهر اثر هنری و سپس در مورد معنای یک «چیز» که اولین سخنرانی فیلسوف در مورد مفهوم هنر را نشان می‌دهد نام‌گذاری کرد.

## محتوا
هایدگر در "منشأ اثر هنری" جوهر هنر را بر اساس مفاهیم هستی و حقیقت تبیین می‌کند. او استدلال می‌کند که هنر نه تنها راهی برای بیان عنصر حقیقت در فرهنگ است، بلکه ابزاری برای ایجاد آن و فراهم کردن سکوی پرشی است که از آن می‌توان "آنچه هست" را آشکار کرد. آثار هنری صرفاً نمایش‌دهنده وضعیت موجود نیستند، بلکه در واقع درک مشترک یک جامعه را تولید می‌کنند. هر بار که یک اثر هنری جدید به هر فرهنگی اضافه می‌شود، معنای وجودی آن به‌طور ذاتی تغییر می‌کند.
هایدگر اثر خود را با این پرسش آغاز می‌کند که منبع یک اثر هنری چیست؟ او توضیح می‌دهد که اثر هنری و هنرمند در یک پویایی وجود دارند که به نظر می‌رسد هر یک تأمین‌کننده دیگری است. «هیچکدام بدون دیگری نیست. با این وجود، هیچ یک به تنهایی پشتیبان دیگری نیست.» هنر، مفهومی جدا از هر دو، اثر و خالق است، بنابراین به عنوان منبعی برای هر دو آن‌ها وجود دارد. هنر به جای کنترل هنرمند، به نیرویی تبدیل می‌شود که از خالق برای اهداف خود هنر استفاده می‌کند. به همین ترتیب، اثر را باید در چارچوب دنیایی که در آن وجود دارد، در نظر گرفت، نه دنیای هنرمند آن. اما در کشف ذات، مشکل دور هرمنوتیکی پیش می‌آید؛ در مجموع، دور هرمنوتیکی این پارادوکس را مطرح می‌کند که در هر اثری، بدون درک کل، نمی‌توان تک‌تک اجزا را به‌طور کامل درک کرد. و بدون درک اجزا، نمی‌توان کل را درک کرد. با اعمال هنر و آثار هنری، متوجه می‌شویم که بدون آگاهی از جوهر هنر، نمی‌توانیم جوهر اثر هنری را درک کنیم، و بدون آگاهی از اثر هنری، نمی‌توانیم جوهر هنر را پیدا کنیم. هایدگر نتیجه می‌گیرد که برای تصاحب این دایره یا باید جوهره هنر یا اثر هنری را تعریف کنید، و چون کار هنری ساده‌تر است، باید از آن شروع کنیم.
هایدگر معتقد است که آثار هنری چیزهایی هستند که تعریفی برای پرسش از معنای یک «چیز» را مطرح می‌کنند، در حالی که آثار دارای ویژگی شیئی هستند. این یک مفهوم گسترده‌است، بنابراین هایدگر انتخاب می‌کند تا بر سه تفسیر غالب از چیزها تمرکز کند:
- اشیاء به عنوان مواد دارای خواص،[۵] یا به عنوان حامل صفات.
- اشیاء به عنوان چندگانه ادراکات حسی.[۶]
- اشیاء به عنوان ماده تشکیل‌دهنده.[۷]

تفسیر سوم غالب‌ترین تعبیر است (به همه موجودات تعمیم یافته‌است)، اما از تجهیزات مشتق شده‌است: "این طرز فکر آشنا، تمام تجربه‌های بی واسطه موجودات را از قبل تصور می‌کند. دلیل انتخاب هایدگر، "یک جفت کفش" دهقان نقاشی‌شده توسط ونسان ون گوگ بود که با ایجاد تمایز بین آثار هنری و سایر «چیزها»، مانند قطعات تجهیزات، و همچنین باز کردن تجربه از طریق توصیف پدیدارشناختی به دست آمده‌است. او اغلب مطالعه کفش‌ها و مغازه‌های کفاشی را به عنوان نمونه‌ای برای تحلیل یک فرهنگ انتخاب می‌کرد. فرم، ماده و این که کفش‌ها از چه ساخته شده‌اند؟ کفش‌ها برای چیست؟ آن‌ها به چه دنیایی تعلق دارند؟ به این ترتیب می‌توانیم از نظریه‌های مطابقت صدق که حقیقت را مطابق بازنمایی‌ها (شکل) با واقعیت (ماده) می‌دانند، فراتر برویم.
در مرحله بعد، هایدگر از توانایی هنر در برپایی جدال بین "زمین" و "جهان" می‌نویسد. "جهان" نشان‌دهنده معنایی است که آشکار می‌شود؛ نه صرفاً مجموع چیزهایی که برای یک موجود آماده است، بلکه شبکه روابطی است که در آن دازاین یا انسان(ها) وجود دارد (مثلاً یک میز، به عنوان بخشی از شبکه دلالت، به کسانی اشاره می‌کند که پشت آن می‌نشینند، به گفتگوهایی اشاره می‌کند که آدم‌ها دور آن انجام می‌دهند، و به نجاری که آن را ساخته‌است. به همه این‌ها و به چیزهای بیشتری نیز اشاره دارد). بنابراین یک واحد خانواده می‌تواند یک دنیا باشد، یا یک مسیر شغلی می‌تواند یک دنیا، یا حتی یک جامعه یا ملت بزرگ باشد. "زمین" به معنای چیزی شبیه زمینه‌ای است که هر "جهان" معنادار در آن پدیدار می‌شود. هر دو جزء ضروری برای عملکرد یک اثر هنری هستند که هر کدام اهداف منحصر به فردی را دنبال می‌کنند. اثر هنری ذاتاً ابژه‌ای از "جهان" است، زیرا دنیایی برای خود می‌آفریند. و جهان‌ها و فرهنگ‌های دیگر را به روی ما می‌گشاید؛ مانند جهان‌هایی از گذشته، مانند جهان‌های یونان باستان یا قرون وسطی، یا جهان‌های اجتماعی مختلف، مانند جهان دهقانان یا اشراف. با این حال، ماهیت خود هنر برای "زمین" جذاب است، زیرا یکی از کارکردهای هنر برجسته کردن مواد طبیعی مورد استفاده برای ایجاد آن است، مانند رنگ‌های نقاشی، چگالی زبان، یا بافت سنگ. و همچنین این واقعیت که در همه جا یک پیشینه ضمنی برای هر بازنمایی صریح وجود دارد.

## برای مطالعهٔ بیشتر
- هستی و زمان
- افاداتی به فلسفه
- ساختارشکنی
- هرمنوتیک
- پست مدرنیسم

- Renate Maas, Diaphan und gedichtet. Der künstlerische Raum bei Martin Heidegger und Hans Jantzen, Kassel 2015, 432 S. , شابک ‎۹۷۸−۳−۸۶۲۱۹−۸۵۴−۲.
- Harries, Karsten. "Art Matters: A Critical Commentary on Heidegger's Origin of the Work of Art", Springer Science and Business Media, 2009
- Babich, Babette E. "The Work of Art and the Museum: Heidegger, Schapiro, Gadamer", in Babich, 'Words In Blood, Like Flowers. Philosophy and Poetry, Music and Eros in Hoelderlin, Nietzsche and Heidegger' (SUNY Press, 2006)
- González Ruibal, Alfredo. “Heideggerian Technematology”. All Things Archaeological. Archaeolog, November 25, 2005.
- Inwood, Michael. A Heidegger Dictionary. Malden, Massachusetts: Blackwell Publishers Inc. , 1999.
- Haar, Michel. "Critical Remarks on the Heideggarian reading of Nietzsche". Critical Heidegger. London and New York: Routledge, 1996.
- Dahlstrom, Daniel O. "Heidegger’s Artworld". Martin Heidegger: Politics, Art, and Technology. New York: Holmes & Meier Publishers, Inc. , 1995.
- Van Buren, John. The Young Heidegger. Indianapolis, Indiana: Indiana University Press, 1994
- Guignon, Charles. The Cambridge Companion to Heidegger. New York, New York: Cambridge University Press, 1993.
- Bruin, John. "Heidegger and the World of the Work of Art". The Journal of Aesthetics and Art Criticism, Vol. 50, No. 1. (Winter, 1992): 55-56.
- Lacoue-Labarthe, Philippe. Heidegger, Art and Politics: The Fiction of the Political. Oxford: Blackwell Publishing, 1990.
- Derrida, Jacques. Restitutions of the Truth in Pointing ['Pointure']. Trans. Geoffrey Bennington & Ian McLeod, Chicago & London: Chicago University Press, 1987.
- Stulberg, Robert B. "Heidegger and the Origin of the Work of Art: An Explication". The Journal of Aesthetics and Art Criticism, Vol. 32, No.2. (Winter, 1973): 257-265.
- Pöggeler, Otto. "Heidegger on Art". Martin Heidegger: Politics, Art, and Technology. New York: Holmes
- Schapiro, Meyer. 1994. “The Still Life as a Personal Object - A Note on Heidegger and van Gogh”, ”Further Notes on Heidegger and van Gogh”, in: Theory and Philosophy of Art: Style, Artist, and Society, Selected papers 4, New York: George Braziller, 135-142; 143-151.
- Thomson, Iain D. (2011). Heidegger, Art, and Postmodernity. Cambridge University Press. ISBN 978-1-107-00150-3.
- Zaccaria, Gino. "The Enigma of Art. On the Provenance of Artistic Creation". Leiden & Boston: Brill, 2021.(https://brill.com/view/title/59609)

## پیوند خروجی
Thomson, Iain, "Heidegger's Aesthetics" The Stanford Encyclopedia of Philosophy (Summer 2011 Edition), Edward N. Zalta (ed.)